# Brasil de Fato
Brasil de Fato és un lloc web i una agència de notícies brasilera que també disposa de diaris regionals als estats de Rio de Janeiro, Minas Gerais, São Paulo, Paranà i Pernambuco. Disposa d'una xarxa nacional i internacional de periodistes d'esquerra, col·laboradors, escriptors i intel·lectuals.

## Història
Presentat durant el Fòrum Social Mundial, a Porto Alegre, el 25 de gener de 2003, per organitzacions de base com el Moviment dels Treballadors Rurals Sense Terra, Via Campesina i Consulta Popular, entre d'altres, Brasil de Fato va començar com un setmanari polític.
El 2014 es va iniciar l'edició de diaris regionals. A més de tenir un enfocament eminentment local, les edicions regionals són destinades a la classe treballadora. Per aquest motiu, es produeixen en format tabloide i es distribueixen gratuïtament als carrers.